# Zamach na hotel Serena w Kabulu (2008)
Zamach na hotel Serena w Kabulu 2008 – atak w wykonaniu talibów z grupy Haqqani na hotel Serena, w Kabulu, który odbył się 13 stycznia 2008 roku. Celem była przebywająca w hotelu delegacja z Norwegii z ministrem spraw zagranicznych Jonassem Gahrem Støre'a na czele.

## Przebieg
O godzinie 18:30 troje mężczyzn odwróciło uwagę ochrony wysadzając ładunek w samochodzie pułapce i ostrzeliwując hotel z zewnątrz, podczas gdy czwarty wdarł się na teren hotelu i zdetonował ładunek wybuchowy, bojownicy uzbrojeni byli w karabiny AK-47 i granaty ręczne. Dwóch terrorystów wdarło się następnie na teren hotelu i ostrzelało znajdujących się tam ludzi, jeden z nich zdetonował kolejny ładunek wybuchowy. 
Po zdarzeniu na miejsce przybyły siły amerykańskie i afgańskie. Teren hotelu został otoczony, a cywile ewakuowani. Jeden ze sprawców został zastrzelony, dwóch zginęło w samobójczych eksplozjach, a jeden zdołał uciec z miejsca zdarzenia jednak został schwytany.

## Ofiary
W ataku rannych zostało dwóch Norwegów przebywających w hotelu, jednym z nich był dziennikarz Carsten Thomassen, który zmarł w trakcie operacji na skutek otrzymanych ran. Śmierć poniosło też dwóch strażników, pokojówka, działacz polityczny Thor Hesla oraz dwóch napastników. 

## Kontrowersje
Opinia publiczna Norwegii zarzuciła Ministerstwu Spraw Zagranicznych zignorowanie zaleceń służb bezpieczeństwa i norweskiego wywiadu. Kontrowersje wzbudziło również udostępnienie planu podróży delegacji w tym nazwy hotelu gdzie planowane jest zakwaterowanie polityków. Norweskie Siły Zbrojnie negatywnie odniosły się do zaniechań norweskiego Ministerstwa Spraw Zagranicznych w sprawie planu na wypadek nagłych zdarzeń, lub potrzeby nagłego ewakuowania delegacji.